# エドワード・モンタギュー＝ステュアート＝ウォートリー＝マッケンジー (初代ウォーンクリフ伯爵)
初代ウォーンクリフ伯爵エドワード・モンタギュー・ステュアート・グレンヴィル・モンタギュー＝ステュアート＝ウォートリー＝マッケンジー（英: Edward Montagu Stuart Granville Montagu-Stuart-Wortley-Mackenzie, 1st Earl of Wharncliffe、1827年12月15日 - 1899年5月19日）は、イギリスの貴族、鉄道会社取締役。

## 生涯
第2代ウォーンクリフ男爵とジョージアナ・ライダー（Georgiana Ryder、初代ハロビー伯爵の三女）との長男として生まれた。イートン校に学び、卒業後は近衛連隊グレナディアガーズ付少尉に任官した。1855年に父の死去に伴って男爵位を継承した。1859年から1861年にかけてウェストライディング義勇連隊付少佐を務めた。のちにマンチェスター＝シェフィールド＝リンカーンシャー鉄道取締役を務めた。1876年1月16日にウォーンクリフ伯爵及びカールトン子爵に叙された。この爵位には弟フランシスへの相続を認める特別継承権が付与されていた。1880年に勅許を得て、一族の姓名にモンタギュー姓を付け加えた。1899年に死去した。
彼には存命の男子がなかったことから、弟の子フランシスが爵位を継承した。

## 家族
1855年7月4日にスーザン・ラッセルズ（Susan Lascelles、1834年4月10日 -  1927年5月18日、第3代ヘアウッド伯爵の次女）と結婚して、一人息子をもうけた。
- （長男）ジョン・ヘンリー（1856年4月8日 - 1857年1月19日）